# Iczyńska Sopka
Iczyńska Sopka (ros. Ичинская Сопка; 3621 m n.p.m.) – czynny wulkan w azjatyckiej części Rosji; zaliczany do stratowulkanów; najwyższy szczyt Gór Środkowych.
Leży w środkowej części półwyspu Kamczatka, nieco na zachód od głównego grzbietu Gór Środkowych; współrzędne geograficzne 55°40′42″N 157°43′06″E/55,678333 157,718333. Powierzchnia jego podstawy wynosi 560 km², co czyni go rekordzistą wśród wulkanów Kamczatki. Jego kaldera ma wymiary 3×5 km; liczne boczne stożki; zbudowany z law andezytowych i dacytowych; w najwyższych partiach lodowce i wieczne śniegi.
Wulkan tworzył się kilka tysięcy lat. Obecnie już nie wybucha i znajduje się w stadium fumaroli. Aktywność fumaroliczna występuje wewnątrz kaldery i na północnych zboczach. W roku 1956 obserwowano wyrzut gazów na wysokość 250 m.